# Miejsce gromadzenia odpadów stałych
Miejsce gromadzenia odpadów stałych – wydzielona powierzchnia lub pomieszczenie przeznaczone wyłącznie do ustawienia odpowiednich pojemników służących czasowemu gromadzeniu odpadów stałych i ich odbioru, w celu ich przewiezienia do zakładu segregacji lub na wysypisko śmieci.

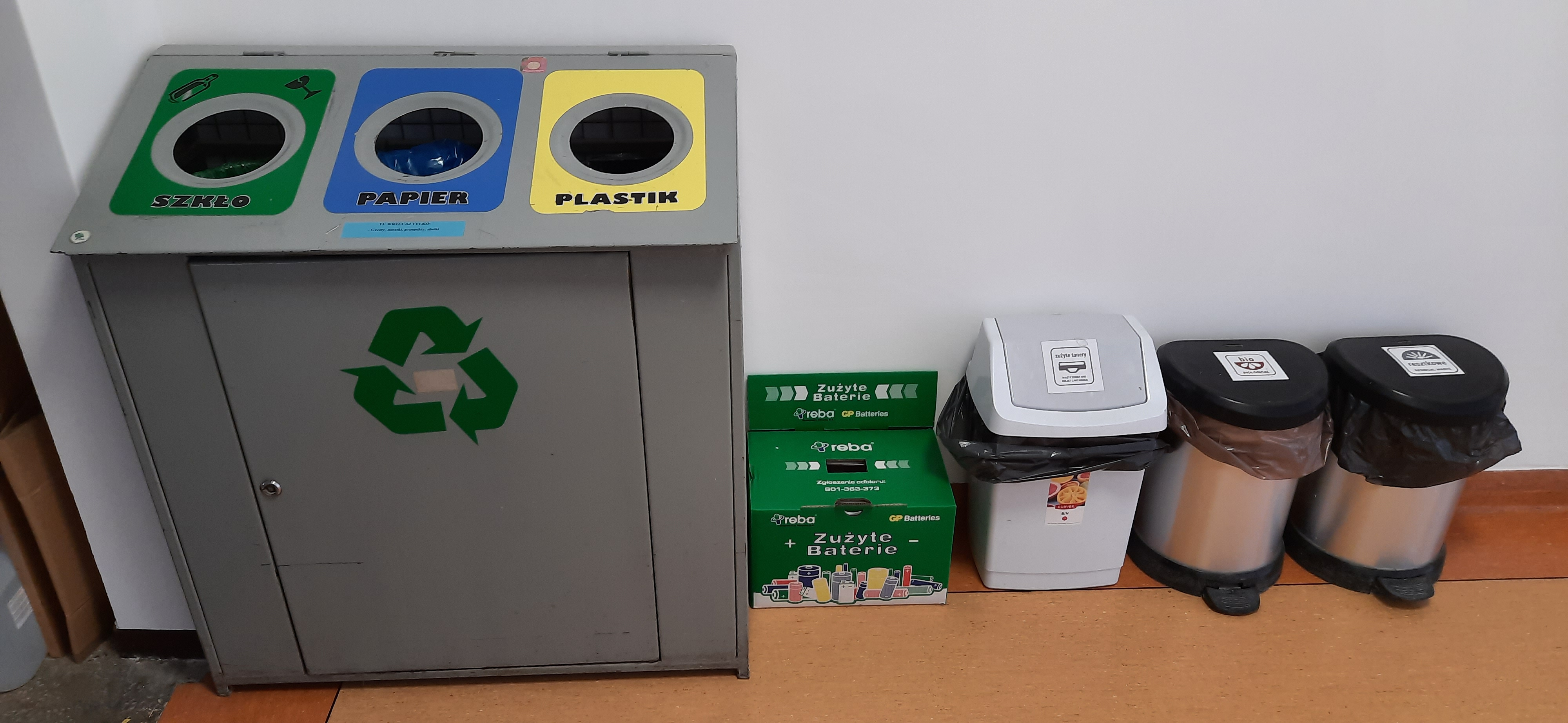
Pojemniki na segregowane odpady na Politechnice Gdańskiej

Konieczność wydzielenia i budowy takich miejsc wynika z przepisów techniczno-budowlanych, stanowiących przepisy wykonawcze wydane na podstawie delegacji ustawowej zawartej w prawie budowlanym, tj. w warunkach technicznych jakim powinny odpowiadać budynki i ich usytuowanie. Pojęcie to odnosi się więc do odpowiedniego miejsca zlokalizowanego w obszarze działki budowlanej, które z założenia służy do czasowego gromadzenia odpadów stałych w pojemnikach. W tak rozumianej definicji wyklucza się więc przechowywanie odpadów poza pojemnikami przez dłuższy czas (choć przepisy budowlane nie definiują okresu przechowywania, wymagany jest systematyczny wywóz gromadzonych odpadów), oraz wyklucza przechowywanie innych odpadów niż stałe, np. wyklucza gromadzenia w takich miejscach odpadów płynnych. Obowiązek utrzymania i prawidłowej eksploatacji tych miejsc oraz zorganizowania wywozu gromadzonych odpadów spoczywa na właścicielu nieruchomości, a w przypadku budynków wielolokalowych na zarządzie lub zarządcy nieruchomości. Wymagane jest przy tym udokumentowanie faktu pozbywania się odpadów z nieruchomości zgodnie z prawem odpowiednią umową zawartą z upoważnioną jednostką lub zakładem.
Miejsce do gromadzenia odpadów stałych kształtuje się i lokalizuje zgodnie z wymogami zawartymi w wyżej wspomnianych przepisach techniczo-budowlanych. Takie miejsca mogą być tworzone jako:
- odrębne budowle lub budynki w postaci zadaszonych wiat lub pomieszczeń, o ścianach ażurowych bądź pełnych,
- wyodrębnione pomieszczenie w budynku, z odrębnym wejściem,
- utwardzone place, w tym przypadku pojemniki muszą być zaopatrzone w zamykane otwory wrzutowe.

Przepisy definiują wymogi dotyczące lokalizacji takich miejsc, np. określają minimalne odległości od okien czy granicy działki; wyposażenia, np. dla wyodrębnionych pomieszczeń w budynku wymagane są ściany i podłogi zmywalne, punkt czerpalny, wentylacja i inne; wymóg dostępności dla osób niepełnosprawnych, kwestie dojść i dojazdów, oraz szereg innych wymogów szczegółowych, a także możliwość pewnego ich złagodzenia w sytuacjach szczególnych, np. dla przebudowy istniejącej zabudowy, a także dla zabudowy jednorodzinnej i zagrodowej. Miejsce gromadzenia odpadów stałych usytuowane poza budynkiem nazywane jest w nomenklaturze prawa budowlanego śmietnikiem. W ramach definicji obiektu budowlanego śmietnik zaliczony jest do kategorii obiektów małej architektury.